# Kebyart
Kebyart (conegut també com Kebyart Ensemble) és un quartet de saxòfons especialitzats en l'àmbit de la música de cambra.

## Trajectòria
Nascut a l'Escola Superior de Música de Catalunya (ESMUC) l'any 2014, han rebut premis com el Premi BBVA de Música de Cambra Montserrat Alavedra i el Premi El Primer Palau, ambdós l'any 2016. A més a més, també han estat guardonats en els concursos de Juventudes Musicales de España (2015), l'Orpheus Swiss Chamber Music Competition (2018) o l'International Franz Cibulka Competition (2019), entre d'altres.
La seva carrera va despertar l'interès de les principals sales de concerts europees i, en conseqüència, van ser distingits durant la temporada 2021-22 amb el segell ECHO Rising Stars. Aquest reconeixement va suposar les actuacions en sales com el Concertgebouw d’Amsterdam, la Elbphilharmonie d’Hamburg, el Musikverein de Viena, la Philharmonie de París, el Barbican Centre, el Festspielhaus Baden-Baden... A més, han realitzat gires per països de tot Europa i Àsia, essent programats a festivals i sales emblemàtiques com el Konzerthaus Berlin, Stadtcasino Basel, Schubertíada de Vilabertran, el Palau de la Música Catalana o L’Auditori, entre molts d'altres.
Han col·laborat amb artistes com Nicolas Altstaedt, Xavier Sabata, Dénes Várjon, Albert Guinovart, Arnau Tordera i Andrea Motis, i han actuat de solistes amb formacions com la Orquesta de la Radio Televisión Española (ORTVE), GIO Symphonia o la Banda Municipal de Barcelona. A més, han encarregat i estrenat música de compositors com Jörg Widmann, Joan Magrané, José Río-Pareja, Bernat Vivancos o Joan Pérez-Villegas, entre d'altres.

## Discografia
La seva discografia inclou dos àlbums: Accents (2017), enregistrat pel segell català Columna Música, i Lectures différentes (2022), llançat per la discogràfica escocesa Linn Records i que inclou la primera gravació del quartet de saxòfons de Péter Eötvös., va rebre el Premi Enderrock 2023 a millor disc de música clàssica segons la crítica.

## Composició
- Pere Méndez Marsal, saxo soprano
- Víctor Serra Noguera, saxo alt
- Robert Seara Mora, saxo tenor
- Daniel Miguel Guerrero, saxo baríton